# Protea caespitosa
Protea caespitosa (лат.) — небольшой кустарник, вид рода Протея (Protea) семейства Протейные (Proteaceae), эндемик Западно-Капской провинции в Южной Африке.

## Ботаническое описание

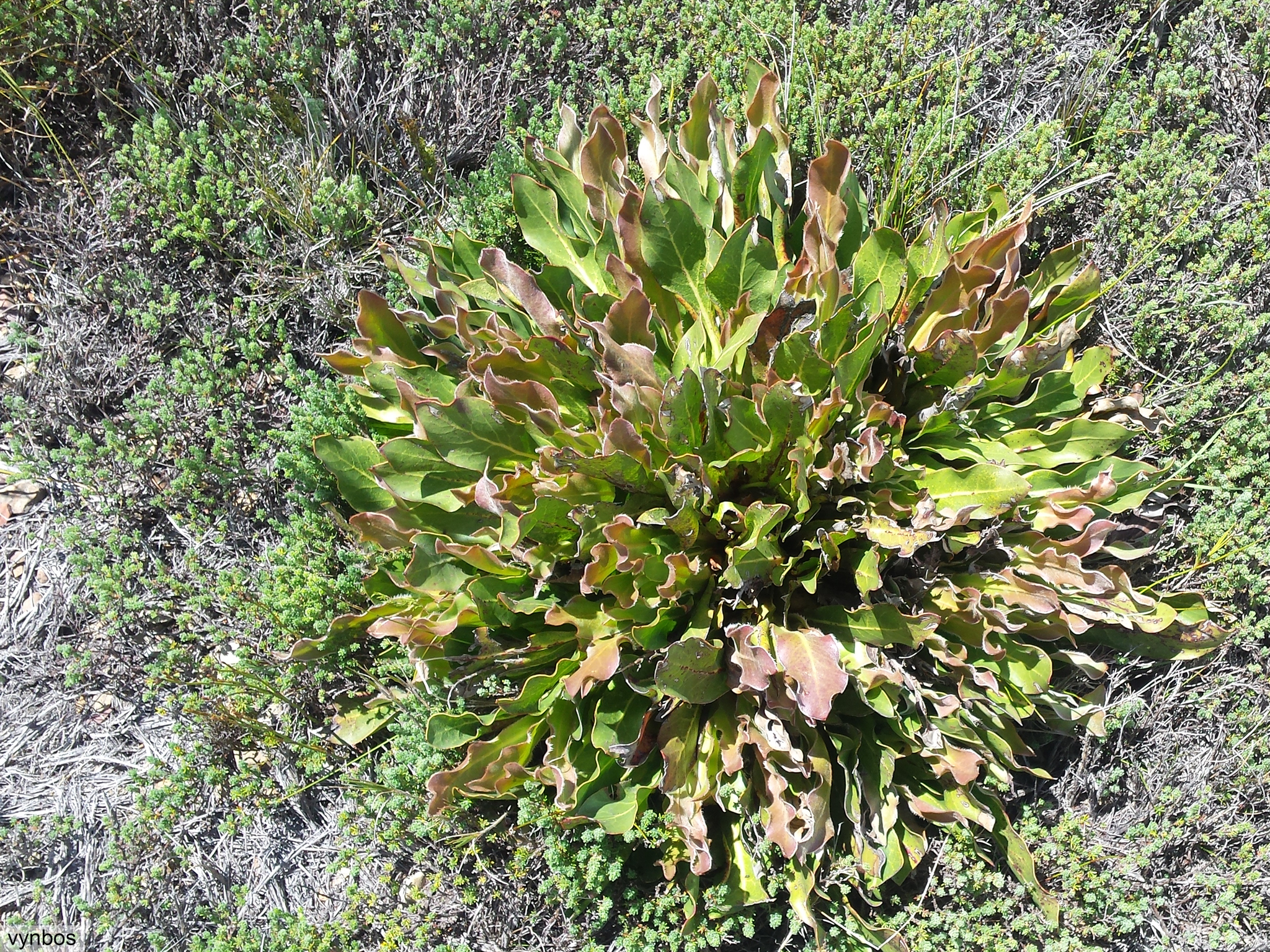
Общий вид

Protea caespitosa — небольшой округлый кустарник высотой до 70-100 см, но обычно встречаются более низкие растения, образующие подушкообразный куст высотой до 20 см. Растение однодомное, в каждом соцветии представлены женские и мужские цветки.
Листья несколько изменчивы: в некоторых популяциях есть растения с более ланцетными листьями, есть также форма с очень широкими листьями. Цветёт с середины зимы до начала лета, с июля по ноябрь.
В молодом возрасте похожа на Protea acaulos, но когда растение цветёт или плодоносит, коричневые листья вокруг основания соцветия уникальны для P. caespitosa.

## Таксономия
В своем трактате 1810 года On the natural order of plants called Proteaceae Роберт Броун классифицировал этот вид как Protea turbiniflora, тем самым переименовав Erodendrum turbiniflorum, впервые описанный Ричардом Энтони Солсбери в The Paradisus Londinensis, и неправильно указал как синоним ранее названный Protea caespitosa, который был описан Генри Кренке Эндрюсом несколькими годами ранее.
Южноафриканская ботаник Луиза Гатри описала P. oleracea в 1925 году во время её работы в Гербарии Болюса Кейптаунского университета. Международный указатель названий растений ошибочно приписывает все описания её видов её отцу, Фрэнсису Гатри (1831—1899), который умер за 26 лет до публикации этого названия.

## Распространение и местообитание
Protea caespitosa — эндемик юго-запада Западно-Капской провинции в Южной Африке. Встречается на больших высотах на хребтах Капских гор, от гор Слангхук и Дю-Туа, через Готтентот-Голландиские горы до горных хребтов Когельберга и западного Рифирсондеренда. Вид имеет ограниченный ареал. Численность различных субпопуляций может колебаться из-за лесных пожаров.
Растёт на вершинах гор на седербергском сланце, предпочитая более глубокие почвы. Он также часто встречается на песчанике. Часто встречается в густых зарослях. Растёт на высоте от 820 до 1500 м.

## Экология
При пожарах зрелые растения погибают, но семена способны выжить. Как правило цветение начинается в возрасте двух лет. Известно, что опылителем могут буть грызуны, хотя он также может быть опылён и птицами. Семена сохраняются в стойких, сухоплодных, огнестойких соцветиях в течение нескольких лет и высвобождаются после пожаров. После высвобождения семена разносятся ветром.

## Охранный статус
Хотя в прошлом вид считался «не находящимся под угрозой» и существуют густые насаждения Protea caespitosa, Южноафриканский национальный институт биоразнообразия переклассифицировал вид в «уязвимый» в 2019 году.
Серьёзных угроз этому виду нет, поскольку он в основном произрастает на охраняемых территориях: по состоянию на 2008 год 96 % популяции находится в заповедниках, например, в биосферном заповеднике Когельберг в Западно-Капской провинции.